# Vliegende Schatkist (De Valkenier)
Vliegende Schatkist is een attractie in De Valkenier en is gemaakt door Sunkid Heege. De attractie is een pendelschommel en wordt ook aangeduid als een kleine shuttle-achtbaan.

## Geschiedenis
De attractie werd in 2017 geopend en bleef operationeel totdat in 2021 de overstroming van de Geul een stop inluidde voor het exploiteren van het park. De Valkenier sloot uiteindelijk een paar maanden later voorgoed haar deuren.

## Beschrijving attractie
De Vliegende Schatkist is een kleine achtbaan van het model Butterfly II SB, geschikt voor kinderen en volwassenen. De baan heeft een hoogte van 6,1 meter en een lengte van 21 meter. Er nemen twee bezoekers plaats in het karretje dat heen en weer schommelt over de U-vormige rails en bereikt een maximumsnelheid van 40 km/u.
Het karretje biedt plaats aan maximaal twee personen.